# Snežana Nešić

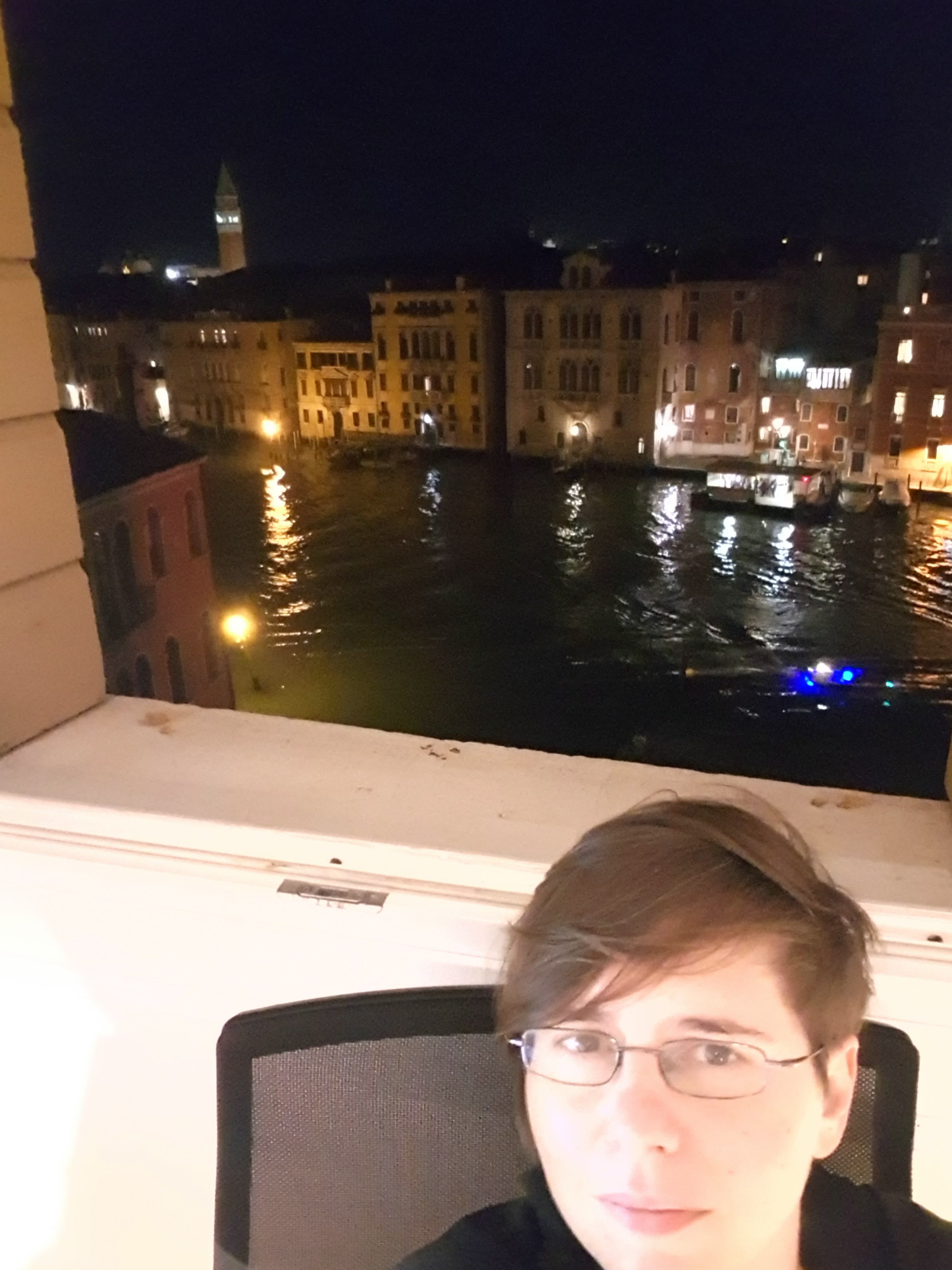
Snezana Nesic (2019)

Snežana Nešić, auch Snezana Nesic (* 25. November 1972 in Smederevska Palanka) ist eine in Deutschland lebende serbische Komponistin, Akkordeonistin und Dirigentin.

## Werdegang
Nach einem Studium an der Musikhochschule „P. I. Tschaikowsky“ in Kiew und an der Hochschule für Musik, Theater und Medien Hannover (Komposition bei  Johannes Schöllhorn und Akkordeon bei  Elsbeth Moser) war sie bis 2023 Dozentin für Neue Musik und Komposition an der HMTM Hannover. Aktuell ist sie Leiterin der Abteilung für Komposition am Dr. Hoch’s Konservatorium, Musikakademie Frankfurt am Main. Außerdem unterrichtete sie an der Université de Montréal, an der HMT „Felix Mendelssohn Bartholdy“ in Leipzig und war  Gastprofessorin für Komposition an der „St. Cyril and Methodius“ University in Skopje (Mazedonien).
Kompositionsaufträge erhielt Snežana Nešić u. a. vom Gewandhaus zu Leipzig, dem NDR-Fernsehen, der Philharmonie Luxemburg, dem Ensemble Contemporain de Montréal, der Staatsoper Hannover, der HGNM, dem Ensemble New Babylon und der Kammeroper Köln. Außerdem wurden ihre Kompositionen auch im Rahmen der Biennale Salzburg, der Musik der Jahrhunderte Stuttgart, des internationalen Theaterfestivals BITEF und mit der Opera Company Chants Libres in Montréal aufgeführt. In ihrem kompositorischen Schaffen beschäftigt sie sich unter anderem mit diversen Formen des Musiktheaters und verfasst dazu eigene Texte. Teile ihrer Oper The Rain Passed Over wurde 2015 im Rahmen des Festivals Oper’Actuel-Work in Progress uraufgeführt und ausgezeichnet. Die vollständige halbszenische Uraufführung fand in Hannover statt.
Snežana Nešić gewann internationale Preise als Komponistin und Interpretin. Als Komponistin gewann sie u. a. Den Andrea Ceraso Rome Award und die 1. Preise beim Kompositionswettbewerb des Molinari-Quartetts, beim Internationalen Kompositionswettbewerb der Weimarer Frühjahrstage für zeitgenössische Musik, beim Concours de composition de l’OUM 2023 und die Auszeichnung des Internationalen Eisenacher Bach-Kompositionspreises 2019. Ihre Kompositionen wurden im Rahmen von Musikfestivals wie der Biennale Salzburg und Musik der Jahrhunderte in Stuttgart und mit dem Orchestre symphonique de Montréal aufgeführt.
Sie erhielt ein DAAD- und das Kompositionsstipendium der Deutsche Akademie Rom Villa Massimo in Casa Baldi und war Composer in Residence u. a. im Goethe-Haus Rom, im Wilhelm-Kempff-Haus in Positano, im Deutschen Studienzentrum in Venedig und hatte Residenz für Neue Musik in Montréal.
Auch als Akkordeonistin gewann Snežana Nešić Preise bei internationalen Wettbewerben, u. a. die erste Preise bei dem Internationalen Akkordeonwettbewerb Klingenthal und International Accordion Prize of Castelfidardo.
Snežana Nešić ist des Weiteren künstlerische Leiterin und Dirigentin der Ensembles ur.werk und Incontri, die sich zeitgenössischer Musik widmen. Sie arbeitete als Interpretin mit Orchestern und Ensembles, darunter z. B. mit dem NDR Sinfonieorchester Hamburg und dem Niedersächsischen Staatsorchester Hannover und realisierte Ur- und Aufführungen der Werke bedeutender Komponisten.
In den Jahren 2021–2024 ist sie als künstlerische Leiterin des Programms für Nachwuchskomponisten im Rahmen der Musik21Niedersachsen tätig. Seit 2022 ist Snežana Nešić die 1. Vorsitzende des Landesverbands Norddeutschland im Rahmen des Deutschen Komponist:innen Verbands (DKV).

## Werke (Auswahl)
- Running Thoughts., Streichquartett, Furore Verlag, 2008.[3]
- Alchemy of Blue, Klaviertrio[3]
- Bolero in Dark Red, Klavier[3]
- The Rain Passed Over, Oper, 2015

## Rezeption
Egbert Tholl meinte in der Süddeutschen Zeitung zu ihrer Komposition „Tristia“, gespielt vom Ensemble New Babylon, dass das Stück im Ausloten von Klang und Konsequenz beeindruckend sei.